# Partit Africà per la Independència de Cap Verd
El Partit Africà de la Independència de Cap Verd (PAICV) és un partit polític de Cap Verd, que va sorgir de la separació, en 1981, del Partit Africà per la Independència de Guinea i Cap Verd, a conseqüència del cop d'estat que va succeir a Guinea Bissau. El PAICV és membre de la Internacional Socialista. Els seus membres són coneguts popularment com a os tambarinas (els tamarindes), i s'identificaven amb el color groc.

## Inicis
El 1956 el seu predecessor, el Partit Africà per la Independència de Guinea i Cap Verd (PAIGC), que fou fundat pel líder nacionalista capverdià Amílcar Cabral. El PAIGC va lluitar per enderrocar l'Imperi Portuguès, unificar Cap Verd i Guinea Bissau, i utilitzar el seu avantguardisme per avançar la revolució socialista.

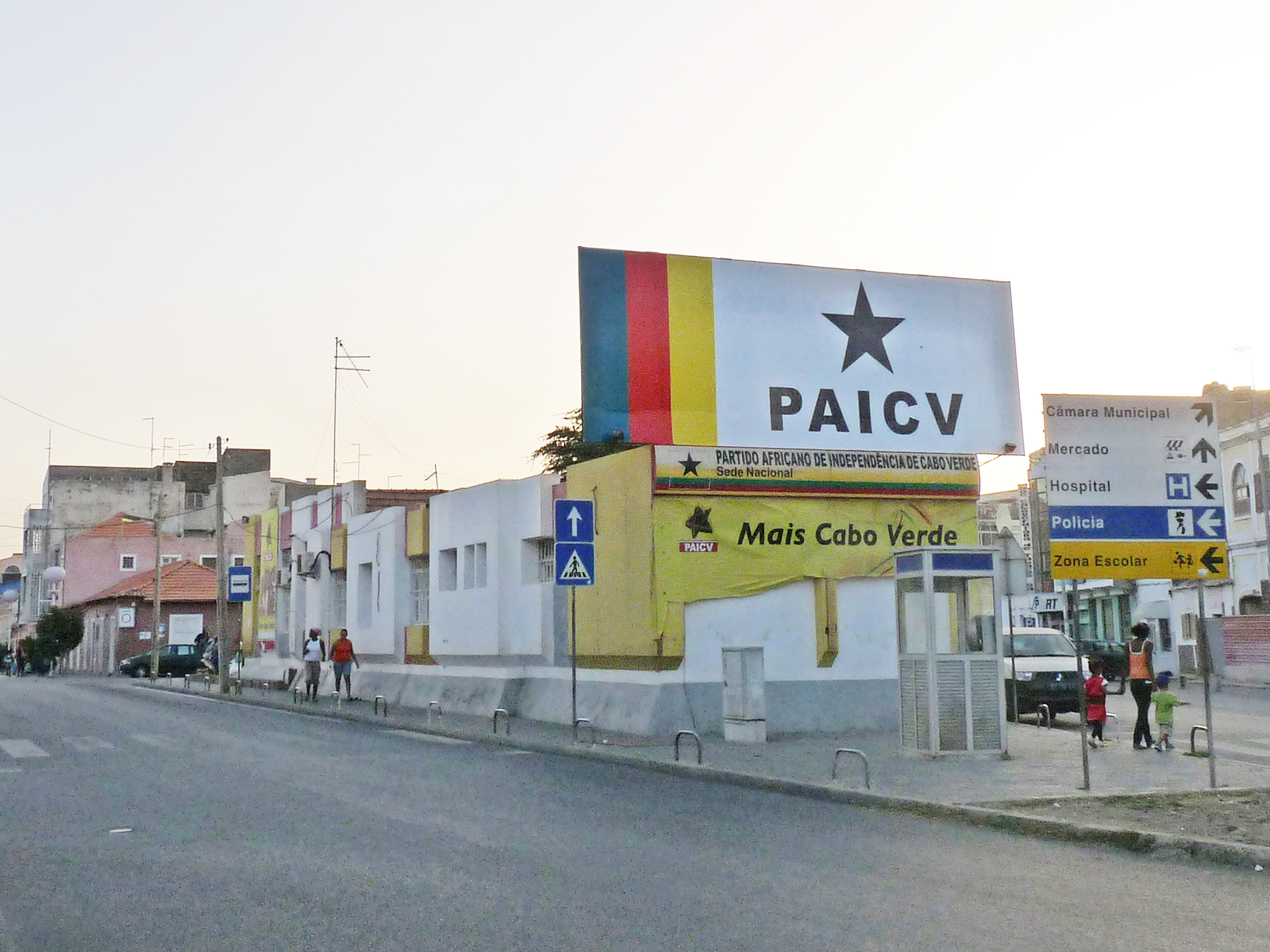
Seu del PAICV a Praia

A partir de 1961, el PAIGC va lluitar una campanya de guerrilles en cooperació amb la seva organització paraigua, la CONCP durant la Guerra colonial portuguesa. El 1973 el PAIGC controlava Guinea Bissau, mentre que a Portugal esclatava la revolució dels clavells de 1974 que provocà una ràpida dissolució de l'imperi, renunciant a Cap Verd l'any següent.
Després de la guerra d'alliberament nacional, el PAIGC va establir un Estat socialista a tots dos territoris sota el lideratge del germà d'Amilcar Cabral, Luís Cabral.

## Establiment del PAICV
Després del cop militar a Guinea Bissau que va expulsar Cabral al novembre de 1980 la porció de Cap Verd del partit canvià el seu nom pel de PAICV el gener de 1981; fou dirigit pel president de Cap Verd, Aristides Pereira.

## Democràcia multipartidista
En un congrés extraordinari del partit al febrer de 1990 el PAICV va aprovar la introducció de la democràcia multipartidista. Pereira va deixar el càrrec de secretari general de PAICV al juliol de 1990, i el primer ministre Pedro Pires el va substituir l'agost de 1990. El PAICV va obtenir 23 dels 79 escons a l'Assemblea Nacional a les eleccions parlamentàries de gener de 1991, perdent davant el Moviment per a la Democràcia (MPD). Pereira, que posteriorment derrotat en les eleccions presidencials de febrer de 1991, i de nou PAICV va obtenir uns pobres resultats a les eleccions locals de desembre de 1991. En un congrés del partit a l'agost de 1993 Pires va ser reemplaçar com a secretari general per Aristides Lima i fou nomenat president del PAICV.
El PAICV va obtenir 21 dels 72 escons a l'Assemblea Nacional a les eleccions parlmentàries de desembre de 1995. En el congrés del PAICV en setembre de 1997, Pires es va enfrontar per la direcció amb José Maria Neves, i Pires fou elegit amb el 68% dels vots. Pires va deixar el càrrec de president en 2000per presentar-se com a candidat del PAICV a les eleccions presidencials de l'any següent i fou succeït per Neves.

## Eleccions de 2001
A les eleccions presidencials celebrades l'11 i 25 de febrer de 2001, el candidat del PAICV Pedro Pires, qui havia obtingut el 46,52% dels vots a la primera volta, va derrotar el candidat del MpD Carlos Veiga per un estret marge de 12 vots en la segona volta.

## Eleccions de 2006
A les eleccions legislatives celebrades el 22 de gener de 2006, el PAICV va obtenir el 52,28% dels vots populars i 41 dels 72 escons a l'Assemblea Nacional.
A les eleccions presidencials celebrades el 12 de febrer de 2006, Pedro Pires novament derrotà Carlos Veiga per un marge estret, obtenint el 50,98% dels vots.

## Enfocament i afiliació
El PAICV, què s'anuncia com a partit polític d'orientació política africanista en contrast amb el neoliberalisme del MpD, obté el seu major suport als municipis més comparables als del continent africà: les denses àrees urbanes com Praia, i zones agrícoles rurals com ara Santa Cruz i São Filipe.
El partit és membre de ple dret de la Internacional Socialista.

## Resultats electorals

### Eleccions legislatives
| Data | Vots    | %          | Diputats | +/- | Situació    |
| ---- | ------- | ---------- | -------- | --- | ----------- |
| 1975 | 100.835 | 95,6 (#1)  | 56 / 56  | Nou | Partit únic |
| 1980 | 141.244 | 93,0 (#1)  | 63 / 63  | 7   | Partit únic |
| 1985 | 92.865  | 94,0 (#1)  | 83 / 83  | 20  | Partit únic |
| 1991 | 39.673  | 33,6 (#2)  | 23 / 79  | 60  | Oposició    |
| 1995 | 45.263  | 29,8 (#2)  | 21 / 72  | 2   | Oposició    |
| 2001 | 67.860  | 49,5 (#1)  | 40 / 72  | 19  | Majoria     |
| 2006 | 88.965  | 52,3 (#1)  | 41 / 72  | 1   | Majoria     |
| 2011 | 117.967 | 52,7 (#1)  | 38 / 72  | 3   | Majoria     |
| 2016 | 86,078  | 38.16 (#2) | 29 / 72  | 9   | Oposició    |
| 2021 | 86,066  | 38.4 (#2)  | 30 / 72  | 1   | Oposició    |

### Eleccions presidencials
| Data | Candidat apoiado       | 1a Volta             | 1a Volta             | 2a Volta             | 2a Volta             |
| Data | Candidat apoiado       | Vots                 | %                    | Vots                 | %                    |
| ---- | ---------------------- | -------------------- | -------------------- | -------------------- | -------------------- |
| 1991 | Aristides Pereira      | 25 544               | 26,6 (#2)            |                      |                      |
| 1996 | No presenta candidat   | No presenta candidat | No presenta candidat | No presenta candidat | No presenta candidat |
| 2001 | Pedro Pires            | 61 646               | 46,5 (#1)            | 75 827               | 50,0 (#1)            |
| 2006 | Pedro Pires            | 86 583               | 51,0 (#1)            |                      |                      |
| 2011 | Manuel Inocêncio Sousa | 52 612               | 32,7 (#2)            | 82 379               | 45,7 (#2)            |
| 2016 | No presenta candidat   | No presenta candidat | No presenta candidat | No presenta candidat | No presenta candidat |
| 2021 | José Maria Neves       | 96,035               | 51.79 (#1)           |                      |                      |